# Mercedes-Benz Schwerer Frontlenker-Lastwagen
Der Schwere Frontlenker-Lastwagen war eine Lkw-Baureihe von Daimler-Benz.
Daimler-Benz hielt sich werksseitig mit dem Bau von Frontlenker-Fahrzeugen lange zurück und blieb bei der simplen konventionellen Haubenform als Kurzhauber oder Langhauber, jeweils mit Fahrerhaus dahinter, was die nutzbare Ladefläche verkürzte. Fahrzeugfabriken wie Wackenhut, Schenk, Kässbohrer oder Kögel bauten daher auf Hauben-Fahrgestellen Frontlenker mit eigenen Fahrerhäusern und Aufbauten auf. Von Ackermann Fahrzeugbau wurden komplette omnibusartige Kofferaufbauten angefertigt, insbesondere für den Möbeltransport, wo viel Raumvolumen gefragt war.

## Modellgeschichte
Mitte der 1950er-Jahre nahm die internationale Nachfrage nach Frontlenkerkabinen jedoch zu und in Deutschland drohten restriktive Vorschriften für Maße und Gewichte. Als erster werksmäßiger Frontlenker wurde im Juni 1955 der Mercedes-Benz L 315 auch als LP 315 angeboten, wobei das „L“ in der Typenbezeichnung des LP 315 wie gewohnt für „Lastwagen“ steht, während das neu hinzutretende „P“ nun Pullman bedeutet. Der Begriff stammt aus dem amerikanischen Eisenbahnbau: Als „Pullman-Trains“ hatten einst stromlinienförmige Personenzüge des Erfinders George Mortimer Pullman in den USA Furore gemacht. Als Basisfahrzeug diente der Langhauber L 315; Motor war der Vorkammer-Diesel OM 315 mit 145 PS. Bei einem zulässigen Gesamtgewicht von 14,9 t bot der LP 315 8,2 Tonnen Nutzlast, die Kabine wurde von Wackenhut geliefert.
1957 wurde der LP 315 vom LP 326 abgelöst. Äußerlich unterschied sich der LP 326 vom Vorgänger im Fahrerhausbereich durch seitliche Ausstellfenster und einen kürzeren vorderen Überhang. Der neue Motor OM 326 bot nun 200 PS.
Im Januar 1958 musste der LP 326 als Reaktion auf die Seebohm’schen Gesetze dem „Tausendfüßler“ LP 333 weichen. Das Maximalgewicht von Zweiachsern wurde von 16 t auf 12 t gesenkt, daher fügte Mercedes den schweren Versionen eine dritte einfach bereifte Achse hinzu. Diese Frontlenker-Dreiachser hatten als Solowagen LP 333 zwei gelenkte Vorderachsen, als Sattelzugmaschine LPS 333 dagegen eine gelenkte Vorlaufachse vor der angetriebenen Hinterachse.
Im Export trat der LP 332 die Nachfolge des LP 326 an. Als ab 1960 wieder zweiachsige 16-Tonner in Deutschland erlaubt waren, folgte mit dem LP 334 eine Weiterentwicklung des LP 326.
Gebaut wurden der LP 333 und die Sattelzugmaschine LPS 333 daher nur von 1958 bis 1961. Bei den Frontlenkern insgesamt bedeutet die Reihe LP 333 eine Art Umbruch. Bis zu ihr gab es die aus dem LP 315 hervorgegangenen Reihen LP 326 bis 329 sowie die Exportmodelle LP 331 und LP 334. Nach dem LP 333 (teils auch schon während seiner Bauzeit) kamen der als Zwölftonner konzipierte LP 337 (nur 1959 und 1960, ab dann waren als Mindestmotorisierung 6 PS/t vorgeschrieben) sowie der für maximal 14 Tonnen gedachte LP 338 (ab 1963 dann LP 1418 genannt). In beiden arbeitete der Vorkammerdiesel OM 326, der es im LP 337 auf 172 PS, im LP 338 auf 180 PS brachte und damit die Vorschrift von 6 PS/t bei 30 Tonnen Zuggesamtgewicht erfüllt.
Die stärkere und vom LP 333 her schon bekannte 192–200-PS-Version des 10,8 Liter großen OM 326 trieb auch den 1960 vorgestellten und für 16 Tonnen Gesamtgewicht ausgelegten LP 334 an, der mit dieser Tonnage als der wahre Nachfolger des LP 333 angesehen werden kann. All diese schweren Frontlenker, die im Gefolge des LP 333 erschienen, gab es als Pritschenwagen und als Sattelzugmaschine. Eine Allradausführung gab es bei all den Frontlenkern zwischen 1957 und 1963 nicht, sondern nur bei den entsprechenden Haubenwagen, die, wie auch die schweren Frontlenker, in Gaggenau produziert wurden.

## Modelle

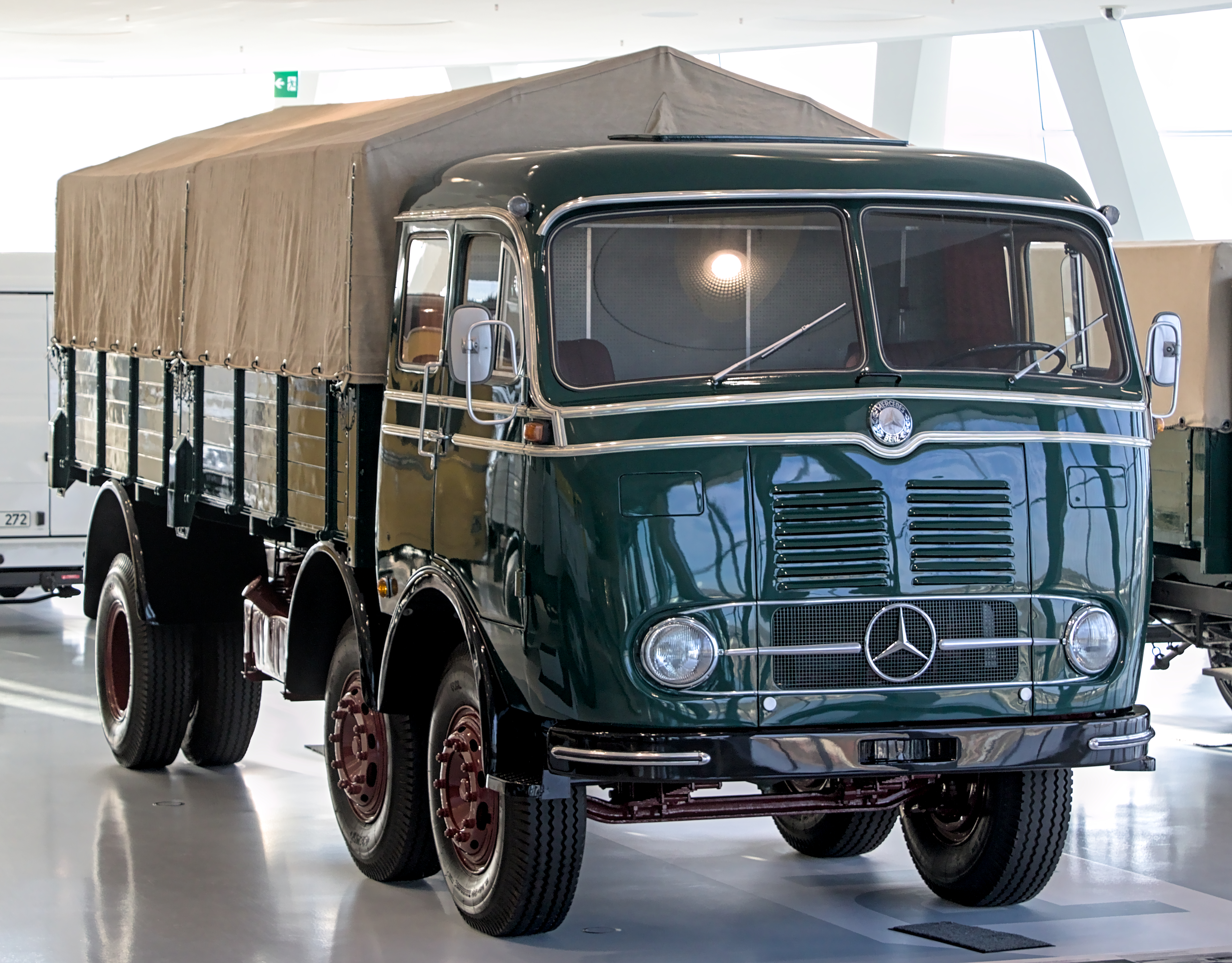
Mercedes-Benz LP 333 (1959)

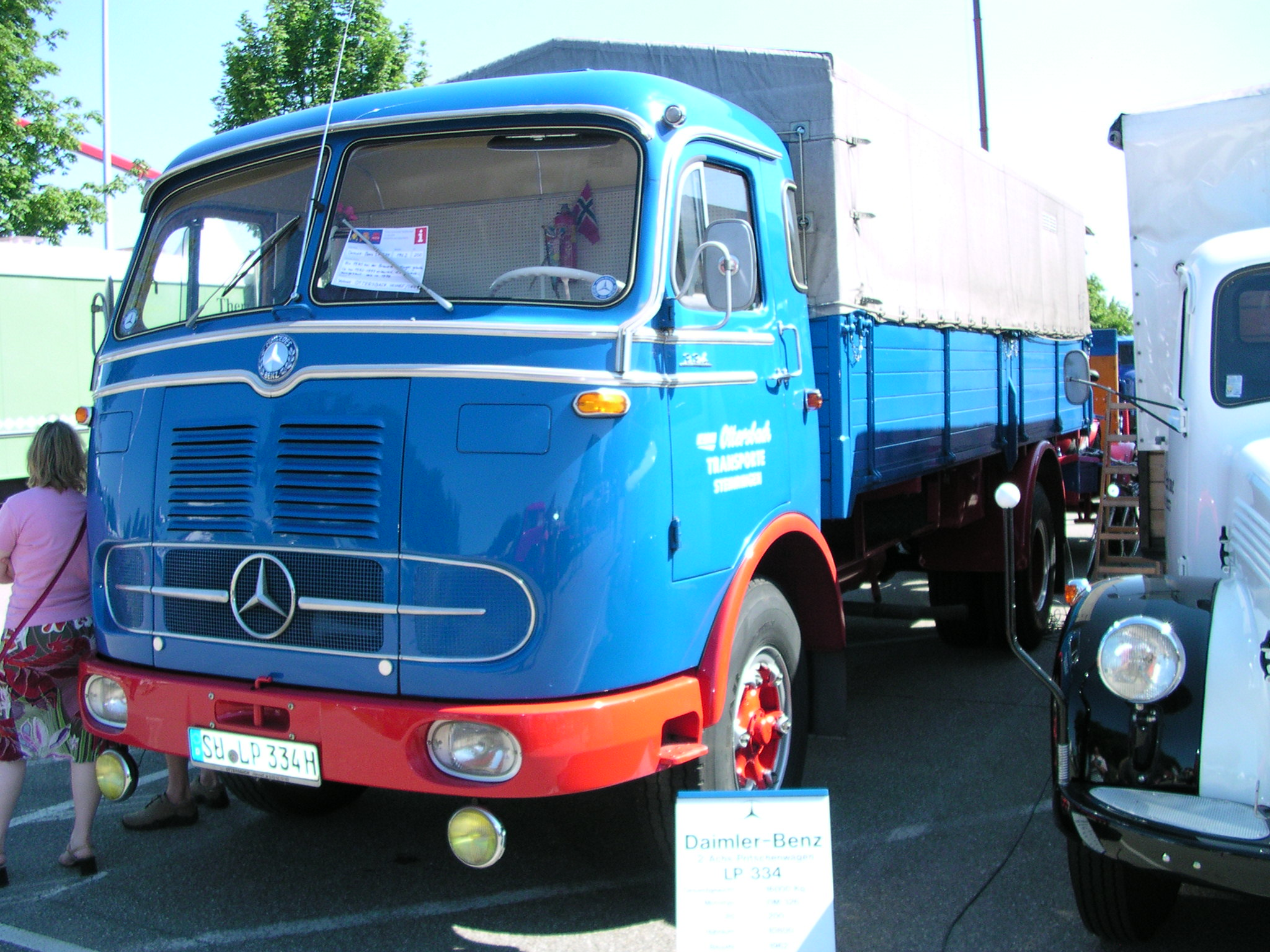
Mercedes-Benz LP 334 (1962)

| Modell                        | Motor     | Leistung DIN   | Drehmoment DIN               |
| ----------------------------- | --------- | -------------- | ---------------------------- |
| LP 331                        | OM 326    |                |                              |
| LP 332                        | OM 326    |                |                              |
| LP 333                        | OM 326.I  | 200 PS         | 70 mkp bei 1.300/min         |
| LP 334                        | OM 326    | 192 PS, 200 PS | 70 mkp, 72 mkp bei 1.300/min |
| LP 337                        | OM 326.IV | 172 PS         | 58 mkp bei 1.300/min         |
| LP 338                        | OM 326    | 180 PS         | 62 mkp bei 1.300/min         |
| weitere Kombinationen möglich |           |                |                              |